# Матеуала
Матеуала (исп. Matehuala) — город в Мексике, в штате Сан-Луис-Потоси, входит в состав одноимённого муниципалитета и является его административным центром. Население — 82 726 человек.

## История
Город основал Хуан де Лейха.

## Персоналии
В городе родился Хосе де Леон Тораль — убийца президента Мексики Альваро Обрегона.